# 余新镇
余新镇是中华人民共和国浙江省嘉兴市南湖区下辖的一个镇。

## 行政区划
余新镇下辖以下村级行政区划单位：
余新社区、曹庄社区、幸福社区、长秦社区、永利村、普光村、曹王村、余北村、农庄村、金星村、黎明村、永明村和长秦村。